# سرفيد أخطم
السِّرفيد الأخطم هو نوع صغير من السرفات ، يطول من 7 إلى 10 مليمتر (0.28 إلى 0.39 بوصة) بطول الجناح من 11 إلى 16 مـم (0.43 إلى 0.63 بوصة). إنه شائع في أجزاء كثيرة من أوربة من مارس حتى نوفمبر. يوجد في بريطانيا فقط في جنوب إنجلترا. له بطن برتقالي عريض. للحي منه حجفة برتقالية، مع أنه يتحول إلى اللون البني في العينات الميتة. ولكن لا يزال لديها خطم طويل مميز لجميع أنواع جنسه. ترتبط اليرقات بروث البقر. يتغذى البالغون على الرحيق وحبوب اللقاح.